# Baltic Princess
Die Baltic Princess ist ein Fährschiff, das von Silja Line im Linienverkehr zwischen Stockholm und Turku eingesetzt wird. Die Baltic Princess wurde 2008 an Tallink ausgeliefert und bis Januar 2013 zunächst auf der Strecke von Helsinki nach Tallinn eingesetzt. Schwesterschiffe sind die Baltic Queen und die Galaxy I.

## Geschichte
Der Bau des Schiffs wurde 2005 in Auftrag gegeben. Das Heck wurde bei der Werft Aker Yards in Saint-Nazaire, Frankreich, gebaut und am 14. November 2006 auf Kiel gelegt. Im April 2007 wurde das Heck nach Finnland überführt. Die Taufe fand am 6. März 2008, der Stapellauf am 9. März 2008 in Helsinki statt. Taufpatin des Schiffes war Eva Hanschmidt, die Tochter des estnischen Bankangestellten und Geschäftsmannes Ain Hanschmidt. Am 10. Juli 2008 wurde das Schiff abgeliefert und am 15. Juli 2008 auf der Route Tallinn – Helsinki in Dienst gestellt.
Am 31. Oktober 2008 kollidierte das Schiff in Helsinki mit der Superfast VII.
Seit dem 23. Januar 2013 fährt das Schiff unter finnischer Flagge mit Heimathafen Mariehamm. Seit dem 1. Februar 2013 fährt das Schiff für die Marke Silja Line auf der Route Turku (Åbo) – Långnäs/Mariehamn – Stockholm.

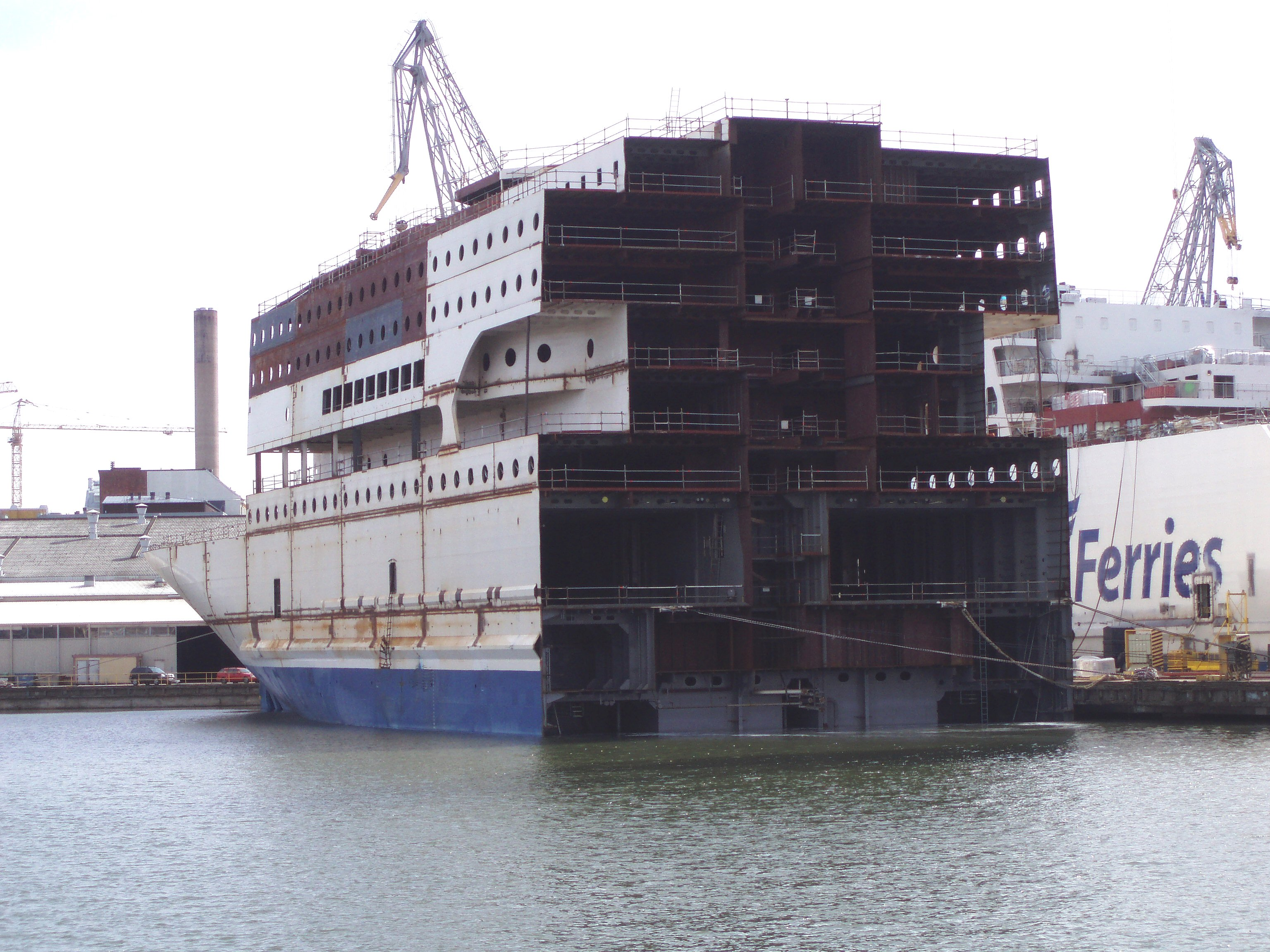
Noch als Baunummer 1361 oder Galaxy II
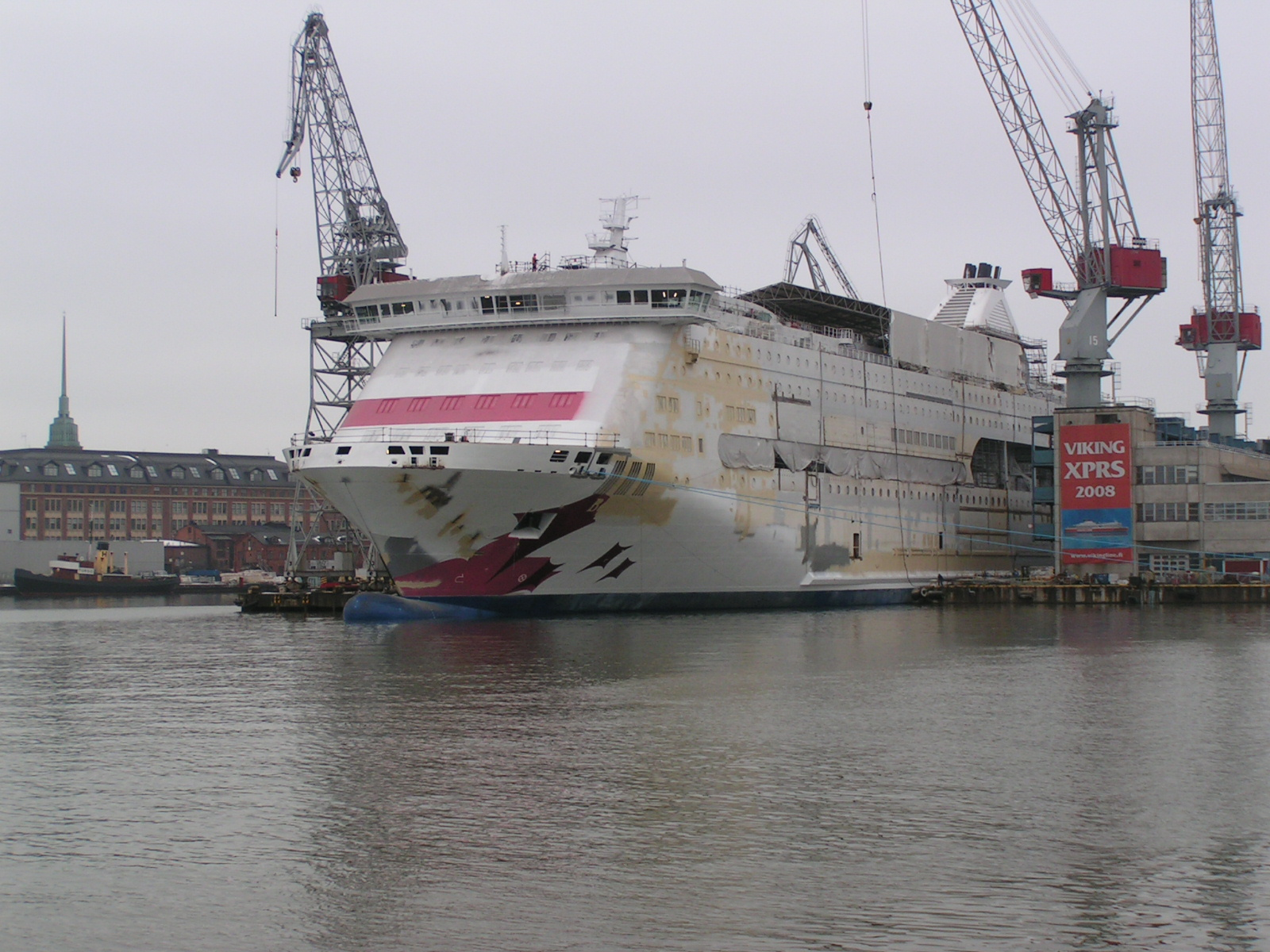
Baltic Princess in der Werft in Helsinki, März 2008
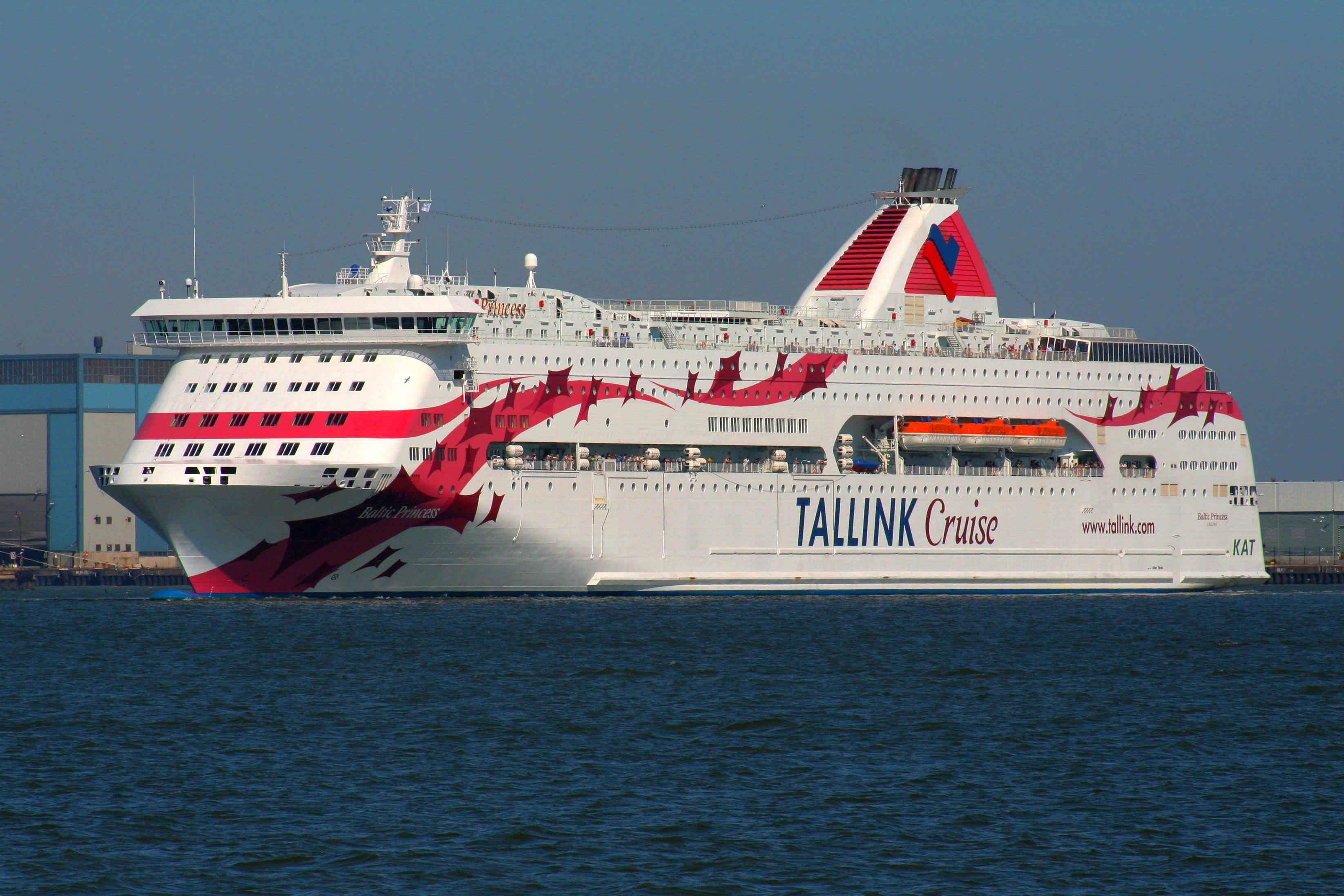
Baltic Princess läuft rückwärts in den Länsisatama ein
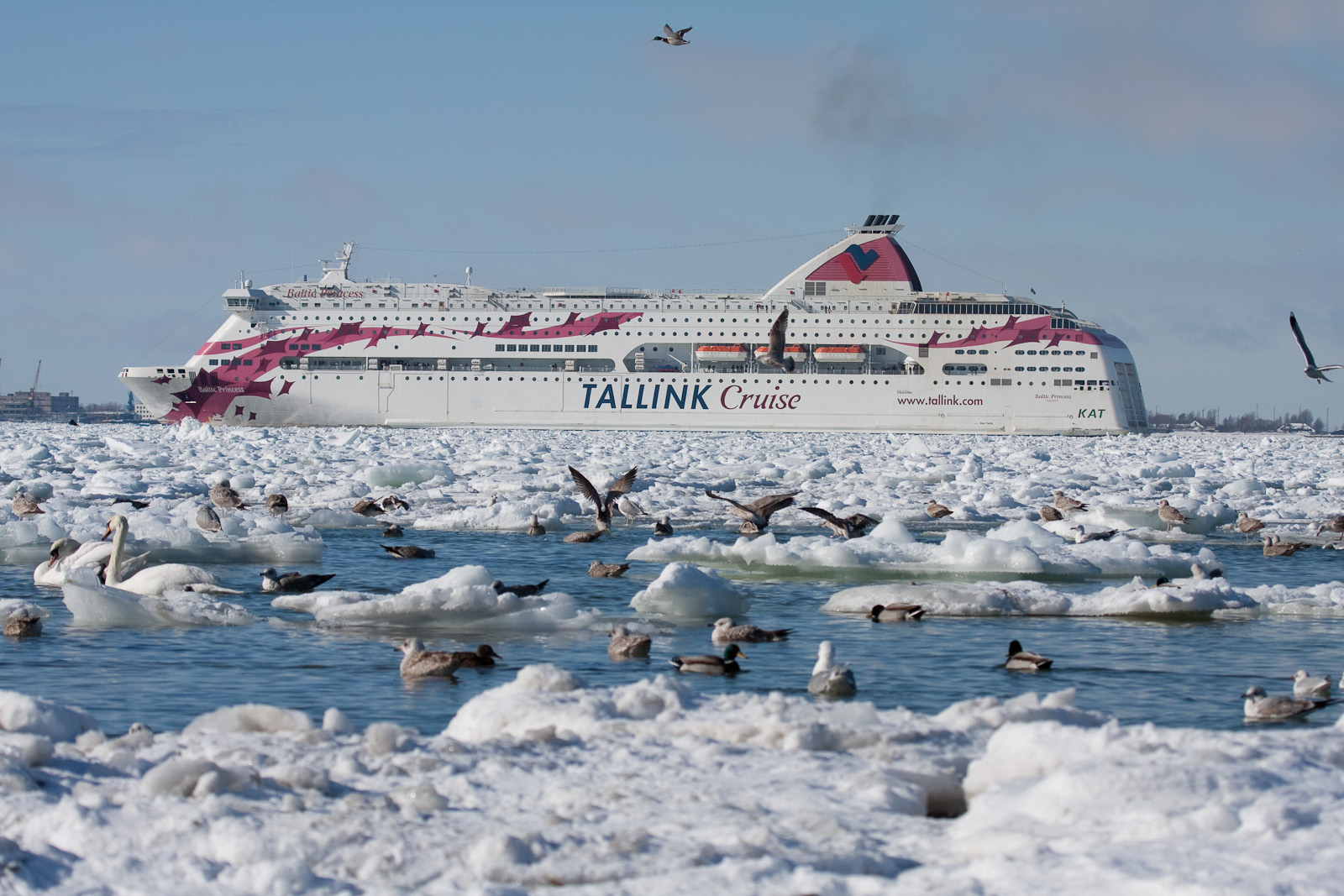
Eisklasse 1A Super